# Electra (djur)
För andra betydelser, se Electra.
Electra är ett släkte av mossdjur som beskrevs av Jean Vincent Félix Lamouroux 1816. Electra ingår i familjen Electridae.

## Arter
Släktet Electra indelas i:
- Electra angulata
- Electra arctica
- Electra asiatica
- Electra axialata
- Electra bellula
- Electra bengalensis
- Electra biscuta
- Electra crustulenta
- Electra devinensis
- Electra elongata
- Electra eriophorum
- Electra flagellum
- Electra gracilis
- Electra inarmata
- Electra indica
- Electra inermis
- Electra longispina
- Electra monilophora
- Electra monostachys
- Electra moskvikvendi
- Electra multispinata
- Electra oligopora
- Electra pilosa
- Electra pontica
- Electra posidoniae
- Electra pseudopilosa
- Electra repiachowi
- Electra robusta
- Electra scuticifera
- Electra tenella
- Electra tenuispinosa
- Electra verticillata
- Electra xiamenensis
- Electra zhoushanica